# Start-Up
Start-Up (kor. 스타트업 Seutateueop) – południowokoreański serial telewizyjny. Główne role odgrywają w nim Bae Suzy, Nam Joo-hyuk, Kim Seon-ho oraz Kang Han-na. Serial emitowany był na kanale tvN od 17 października do 6 grudnia 2020 roku, w sobotę i niedzielę o 21:15.
W Polsce licencja na emisję serialu wykupiona została przez Netflix; serial dostępny jest pod angielskim tytułem.

## Obsada

### Postacie pierwszoplanowe
- Bae Suzy jako Seo Dal-mi
  - Heo Jung-eun jako młody Seo Dal-mi
- Nam Joo-hyuk jako Nam Do-san
  - Kim Kang-hoon jako młody Nam Do-san
- Kim Seon-ho jako Han Ji-pyeong
  - Nam Da-reum jako młody Han Ji-pyeong
- Kang Han-na jako Won In-jae/Seo In-jae
  - Lee Re jako młody Won In-jae

### Postacie drugoplanowe
Rodzina Seo Dal-mi i Won In-jae
- Kim Hae-sook jako Choi Won-deok, matka Seo Chung-myung oraz Seo Dal-mi i babcia Won In-jae
- Song Seon-mi jako Cha Ah-hyun, Seo Dal-mi i matka Won In-jae
- Kim Joo-hun jako Seo Chung-myung, ojciec Seo Dal-mi's i Won In-jae
- Eom Hyo-seop jako Won Doo-jung, ojczym Won In-jae
- Moon Dong-hyeok jako Won Sang-soo, syn Won Don-Jung i przyrodni brat Won In-jae

Samsan Tech
- Yoo Su-bin jako Lee Chul-san
- Kim Do-wan jako Kim Yong-san
- Stephanie Lee jako Jeong Sa-ha

Rodzina Nam Do-san
- Kim Hee-jung jako Park Geum-jung, matka Do-san
- Kim Won-hae jako Nam Sung-hwan, ojciec Nam Do-san
- Jang Se-hyun jako Nam Chun-ho, kuzyn Nam Do-san

SH Venture Capital
- Seo Yi-sook jako Yoon Seon-hak
- Kim Min-seok jako Park Dong-cheon
- Yeo Jin-goo (tylko głos) jako Jang Young-shil[4]

Inny
- Jasper Cho jako Alex Kwon